# Selma (Virginia)
Selma es un lugar designado por el censo del Condado de Alleghany, Virginia, Estados Unidos. Según el censo de 2000 tenía una población de 485 habitantes y una densidad de población de 604,1 hab/km².

## Demografía
Según el censo de 2000, había 485 personas, 196 hogares y 135 familias residiendo en la localidad. La densidad de población era de 604,1 hab./km². Había 217 viviendas con una densidad media de 270,3 viviendas/km². El 99,59% de los habitantes eran blancos y el 0,41% afroamericanos.
Según el censo, de los 196 hogares en el 27,6% había menores de 18 años, el 58,7% pertenecía a parejas casadas, el 5,6% tenía a una mujer como cabeza de familia, y el 31,1% no eran familias. El 26,5% de los hogares estaba compuesto por un único individuo, y el 15,8% pertenecía a alguien mayor de 65 años viviendo solo. El tamaño promedio de los hogares era de 2,47 personas y el de las familias de 3,01.
La población estaba distribuida en un 24,3% de habitantes menores de 18 años, un 5,6% entre 18 y 24 años, un 24,9% de 25 a 44, un 25,4% de 45 a 64, y un 19,8% de 65 años o mayores. La media de edad era 41 años. Por cada 100 mujeres había 103,8 hombres. Por cada 100 mujeres de 18 años o más, había 96,3 hombres.

## Geografía
Según la Oficina del Censo de los Estados Unidos, la localidad tiene un área total de 0,8 km², todos ellos correspondientes a tierra firme.